# Зимске олимпијске игре 2014.
XXII Зимске олимпијске игре одржане су у Сочију, Русија, од 7. до 23. фебруара 2014. године. Одржано је 98 такмичења у 15 спортова.
Сочи, град домаћин, је изабран 4. јула 2007. испред јужнокорејског града Пјонгчанга и аустријског Салцбурга на 119. заседању Међународног олимпијског комитета у Гватемали. Ово је био први пут да Русија организује Зимске олимпијске игре (Совјетски Савез је претходно организовао Летње олимпијске игре 1980. у Москви).

## Организација

### Избор домаћина
Сочи је изабран 4. јула 2007. испред јужнокорејског града Пјонгчанга и аустријског Салцбурга на 119. заседању Међународног олимпијског комитета у Гватемали. Ово је био први пут да Русија организује Зимске олимпијске игре. Совјетски Савез је претходно организовао Летње олимпијске игре 1980. у Москви.
| Град      | Држава       | Први круг | Други круг |
| Сочи      | Русија       | 34        | 51         |
| Пјонгчанг | Јужна Кореја | 36        | 47         |
| Салзбург  | Аустрија     | 25        | —          |

## Спортска борилишта
За потребе Зимских олимпијских игара 2014. саграђено је укупно 11 спортских борилишта. Сва борилишта подељена су у две групе: Олимпијски парк који се налази у самом граду Сочију, и Планински олимпијски комплекс у околини варошице Краснаја Пољана.

### Олимпијски парк Сочи
Олимпијски парк Сочи изграђен је на самој црноморској обали, у Имеретинској низији, на свега 4 km северно од границе са Републиком Абхазијом (аутономном републиком у саставу Грузије). На подручју Олимпијског парка налази се 6 олимпијских борилишта:
- Ледена дворана Бољшој – хокеј на леду, капацитет 12.000 гледалаца
- Шајба арена – хокеј на леду, капацитет 7.000 гледалаца
- Адлер арена – брзо клизање, капацитет 8.000 гледалаца
- Ледена дворана Ајсберг – уметничко клизање, брзо клизање, капацитет 12.000 гледалаца
- Ледена коцка – карлинг, капацитет 3.000 гледалаца
- Олимпијски стадион Фишт – капацитет 40.000 гледалаца, свечана церемонија отварања и затварања игара;
- Олимпијско село
- Међународни прес центар
- Медал плаза - трг у близини стадиона Фишт где ће се одржавати свечане церемоније доделе медаља.

У оквиру Олимпијског центра налазе се и терени за тренинге хокејаша и клизача.

### Планински олимпијски комплекс
Планински олимпијски комплекс смештен је на око педесетак километара источно од Сочија у подручју око варошице Краснаја Пољана. У том делу налазе се укупно 5 олимпијских борилишта намењених алпском и нордијском скијању, скијашким скоковима, биатлону, сноубордингу и слободном скијању, те стаза за боб, санкање и скелетон.
- Олимпијски центар за биатлон и скијашко трчање Лаура - центар за биатлон и скијашко трчање, трибине капацитета 7.500 места;
- Роза Хутор икстрим парк- слободно скијање и сноубординг, капацитета 4.000 места за слободно скијање и 6.200 за сноубординг;
- Роза Хутор - алпско скијање, 7.500 места
- Рускије горки - скијашки скокови и нордијска комбинација, капацитета 7.500 места;
- Санкашки центар Санки - стаза за боб, санкање и скелетон, капацитет 5.000 места.

## Земље учеснице
На олимпијским играма у Сочију учествовало је укупно 88 нација које су имали квалификованог бар једног спортисту. Дебитантске наступе на ЗОИ остварило је седам земаља: Доминика, Малта, Парагвај, Источни Тимор, Того, Тонга и Зимбабве.
Право наступа на ЗОИ у Сочију обезбедила су и три такмичара из Јужне Африке, Порторика и Алжира, али представници националних олимпијских комитета тих земаља су одлучили да не учествују на Зимским олимпијским играма и не шаљу своје такмичаре у Сочи.
| \| - Азербејџан (4) - Албанија (2) - Америчка Девичанска Острва (1) - Андора (6) - Аргентина (7) - Аустралија (56) - Аустрија (123) - Белгија (7) - Белорусија (24) - Бермуди (1) - Босна и Херцеговина (5) - Бразил (14) - Британска Девичанска Острва (1) - Бугарска (18) - Венецуела (1) - Грузија (4) - Грчка (7) - Данска (12) - Доминика (2) - Естонија (23) - Зимбабве (1) - Израел (5) \| - Иран (5) - Ирска (5) - Исланд (5) - Источни Тимор (1) - Италија (109) - Јамајка (2) - Јапан (137) - Јерменија (4) - Јужна Кореја (66) - Казахстан (44) - Кајманска Острва (1) - Канада (222) - Кина (66) - Кинески Тајпеј (3) - Кипар (2) - Киргистан (1) - Летонија (56) - Либан (2) - Литванија (9) - Лихтенштајн (4) - Луксембург (1) - Мађарска (15) \| - Македонија (3) - Малта (1) - Мароко (2) - Мексико (1) - Молдавија (4) - Монако (5) - Монголија (2) - Независни олимпијски учесници* (3) - Немачка (151) - Непал (1) - Нови Зеланд (15) - Норвешка (134) - Пакистан (1) - Парагвај (1) - Перу (3) - Пољска (63) - Португалија (2) - Румунија (24) - Русија (223) - Сан Марино (2) - САД (224) - Словачка (63) \| - Словенија (75) - Србија (10) - Тајланд (2) - Таџикистан (1) - Того (2) - Тонга (1) - Турска (6) - Узбекистан (3) - Уједињено Краљевство (56) - Украјина (41) - Филипини (1) - Финска (110) - Француска (105) - Холандија (41) - Хонгконг (1) - Хрватска (11) - Црна Гора (2) - Чешка (83) - Чиле (5) - Швајцарска (168) - Шведска (112) - Шпанија (20) \| | | | |
| - Азербејџан (4) - Албанија (2) - Америчка Девичанска Острва (1) - Андора (6) - Аргентина (7) - Аустралија (56) - Аустрија (123) - Белгија (7) - Белорусија (24) - Бермуди (1) - Босна и Херцеговина (5) - Бразил (14) - Британска Девичанска Острва (1) - Бугарска (18) - Венецуела (1) - Грузија (4) - Грчка (7) - Данска (12) - Доминика (2) - Естонија (23) - Зимбабве (1) - Израел (5) | - Иран (5) - Ирска (5) - Исланд (5) - Источни Тимор (1) - Италија (109) - Јамајка (2) - Јапан (137) - Јерменија (4) - Јужна Кореја (66) - Казахстан (44) - Кајманска Острва (1) - Канада (222) - Кина (66) - Кинески Тајпеј (3) - Кипар (2) - Киргистан (1) - Летонија (56) - Либан (2) - Литванија (9) - Лихтенштајн (4) - Луксембург (1) - Мађарска (15) | - Македонија (3) - Малта (1) - Мароко (2) - Мексико (1) - Молдавија (4) - Монако (5) - Монголија (2) - Независни олимпијски учесници* (3) - Немачка (151) - Непал (1) - Нови Зеланд (15) - Норвешка (134) - Пакистан (1) - Парагвај (1) - Перу (3) - Пољска (63) - Португалија (2) - Румунија (24) - Русија (223) - Сан Марино (2) - САД (224) - Словачка (63) | - Словенија (75) - Србија (10) - Тајланд (2) - Таџикистан (1) - Того (2) - Тонга (1) - Турска (6) - Узбекистан (3) - Уједињено Краљевство (56) - Украјина (41) - Филипини (1) - Финска (110) - Француска (105) - Холандија (41) - Хонгконг (1) - Хрватска (11) - Црна Гора (2) - Чешка (83) - Чиле (5) - Швајцарска (168) - Шведска (112) - Шпанија (20) |

| Државе дебитанти на зимским олимпијским играма                        | Државе које су учествовале 2010. али не учествују 2014.                                          | Државе које учествују у Сочију, а није их било 2010.                                                   |
| --------------------------------------------------------------------- | ------------------------------------------------------------------------------------------------ | --- |
| Доминика · Источни Тимор · Малта · Парагвај · Того · Тонга · Зимбабве | Алжир · Колумбија · Етиопија · Гана · Индија · Северна Кореја · Сенегал · Јужноафричка Република | Британска Девичанска Острва · Луксембург · Филипини · Тајланд · Венецуела · Америчка Девичанска Острва |

- Индијски такмичари у Сочију наступју под олимпијском заставом након што је МОК у децембру 2012. суспендовао Индијски олимпијски комитет због мешања политичких структура те земље у рад комитета.[13]

## Заступљени спортови
Петнаест зимских спортова је најављено као део Зимских олимпијских игара 2014. Осам спортова је категоризовано као ледени спортови а то су: боб, санкање, хокеј на леду, уметничко клизање, брзо клизање, брзо клизање на кратким стазама и карлинг. Три спорта су категоризована као догађаји алпског скијања и сноубординга: алпско скијање, слободно скијање и сноубординг. А преостала четири спорта која су категорисана као нордијска су: биатлон, нордијско скијање, скијашки скокови и нордијска комбинација.
Списак свих спортова на ЗОИ 2014: (у загради је број дисциплина по поједином спорту):
- Алпско скијање (10)
- Биатлон (11)
- Боб (3)
- Брзо клизање (12)
- Брзо клизање на кратким стазама (8)

- Карлинг (2)
- Нордијска комбинација (3)
- Санкање (4)
- Скелетон (2)
- Скијашки скокови (4)

- Скијашко трчање (12)
- Слободно скијање (10)
- Сноубординг (10)
- Уметничко клизање (5)
- Хокеј на леду (2)

## Сатница олимпијског турнира
| СЦО | Свечана церемонија отварања | ● | Такмичарски дани | 1 | Број финала | ГЕ | Гала егзибиција | СЦЗ | Свечана церемонија затварања |

| фебруар                   | фебруар                   | 6. Чет | 7. Пет | 8. Суб | 9. Нед | 10. Пон | 11. Уто | 12. Сре | 13. Чет | 14. Пет | 15. Суб | 16. Нед | 17. Пон | 18. Уто | 19. Сре | 20. Чет | 21. Пет | 22. Суб | 23. Нед | Дисц. |
| ------------------------- | ------------------------- | ------ | ------ | ------ | ------ | ------- | ------- | ------- | ------- | ------- | ------- | ------- | ------- | ------- | ------- | ------- | ------- | ------- | ------- | ----- |
| Свечане церемоније        | Свечане церемоније        |        | СЦО    |        |        |         |         |         |         |         |         |         |         |         |         |         |         |         | СЦЗ     |       |
| Алпско скијање            | Алпско скијање            |        |        |        | 1      | 1       |         | 1       |         | 1       | 1       | 1       |         | 1       | 1       |         | 1       | 1       |         | 10    |
| Биатлон                   | Биатлон                   |        |        | 1      | 1      | 1       | 1       |         | 1       | 1       |         | 1       | 1       |         | 1       |         | 1       | 1       |         | 11    |
| Боб                       | Боб                       |        |        |        |        |         |         |         |         |         |         | ●       | 1       | ●       | 1       |         |         | ●       | 1       | 3     |
| Брзо клизање              | Брзо клизање              |        |        | 1      | 1      | 1       | 1       | 1       | 1       |         | 1       | 1       |         | 1       | 1       |         | ●       | 2       |         | 12    |
| Брзо клизање кратке стазе | Брзо клизање кратке стазе |        |        |        |        | 1       |         |         | 1       |         | 2       |         |         | 1       |         |         | 3       |         |         | 8     |
| Карлинг                   | Карлинг                   |        |        |        |        | ●       | ●       | ●       | ●       | ●       | ●       | ●       | ●       | ●       | ●       | 1       | 1       |         |         | 2     |
| Нордијска комбинација     | Нордијска комбинација     |        |        |        |        |         |         | 1       |         |         |         |         |         | 1       |         | 1       |         |         |         | 3     |
| Санкање                   | Санкање                   |        |        | ●      | 1      | ●       | 1       | 1       | 1       |         |         |         |         |         |         |         |         |         |         | 4     |
| Скелетон                  | Скелетон                  |        |        |        |        |         |         |         | ●       | 1       | 1       |         |         |         |         |         |         |         |         | 2     |
| Скијашко трчање           | Скијашко трчање           |        |        | 1      | 1      |         | 2       |         | 1       | 1       | 1       | 1       |         |         | 2       |         |         | 1       | 1       | 12    |
| Ски скокови               | Ски скокови               |        |        | ●      | 1      |         | 1       |         |         | ●       | 1       |         | 1       |         |         |         |         |         |         | 4     |
| Слободно скијање          | Слободно скијање          | ●      |        | 1      |        | 1       | 1       |         | 1       | 1       |         |         | 1       | 1       |         | 2       | 1       |         |         | 10    |
| Сноубординг               | Сноубординг               | ●      |        | 1      | 1      |         | 1       | 1       |         |         |         | 1       | 1       |         | 2       |         |         | 2       |         | 10    |
| Уметничко клизање         | Уметничко клизање         | ●      |        | ●      | 1      |         | ●       | 1       | ●       | 1       |         | ●       | 1       |         | ●       | 1       |         | ГЕ      |         | 5     |
| Хокеј на леду             | Хокеј на леду             |        |        | ●      | ●      | ●       | ●       | ●       | ●       | ●       | ●       | ●       | ●       | ●       | ●       | 1       | ●       | ●       | 1       | 2     |
| Укупно дисциплина         | Укупно дисциплина         |        |        | 5      | 8      | 5       | 8       | 6       | 6       | 6       | 7       | 5       | 6       | 5       | 8       | 6       | 7       | 7       | 3       | 98    |
| Растућа сума              | Растућа сума              |        |        | 5      | 13     | 18      | 26      | 32      | 38      | 44      | 51      | 56      | 62      | 67      | 75      | 81      | 88      | 95      | 98      |       |
| фебруар                   | фебруар                   | 6. Чет | 7. Пет | 8. Суб | 9. Нед | 10. Пон | 11. Уто | 12. Сре | 13. Чет | 14. Пет | 15. Суб | 16. Нед | 17. Пон | 18. Уто | 19. Сре | 20. Чет | 21. Пет | 22. Суб | 23. Нед | Дисц. |

## Биланс медаља
| Позиција    | Држава                    | Злато | Сребро | Бронза | Укупно |
| ----------- | ------------------------- | ----- | ------ | ------ | ------ |
| 1           | Норвешка                  | 11    | 6      | 9      | 26     |
| 2           | Русија*                   | 10    | 10     | 9      | 29     |
| 3           | Канада                    | 10    | 10     | 5      | 25     |
| 4           | Сједињене Америчке Државе | 9     | 9      | 10     | 28     |
| 5           | Холандија                 | 8     | 7      | 9      | 24     |
| 6           | Немачка                   | 8     | 6      | 5      | 19     |
| 7           | Швајцарска                | 7     | 2      | 2      | 11     |
| 8           | Белорусија                | 5     | 0      | 1      | 6      |
| 9           | Аустрија                  | 4     | 8      | 5      | 17     |
| 10          | Француска                 | 4     | 4      | 7      | 15     |
| 11          | Пољска                    | 4     | 1      | 1      | 6      |
| 12          | Кина                      | 3     | 4      | 2      | 9      |
| 13          | Јужна Кореја              | 3     | 3      | 2      | 8      |
| 14          | Шведска                   | 2     | 7      | 6      | 15     |
| 15          | Чешка                     | 2     | 4      | 3      | 9      |
| 16          | Словенија                 | 2     | 2      | 4      | 8      |
| 17          | Јапан                     | 1     | 4      | 3      | 8      |
| 18          | Финска                    | 1     | 3      | 1      | 5      |
| 19          | Летонија                  | 1     | 1      | 3      | 5      |
| 19          | Уједињено Краљевство      | 1     | 1      | 3      | 5      |
| 21          | Украјина                  | 1     | 0      | 1      | 2      |
| 22          | Словачка                  | 1     | 0      | 0      | 1      |
| 23          | Италија                   | 0     | 2      | 6      | 8      |
| 24          | Аустралија                | 0     | 2      | 1      | 3      |
| 25          | Хрватска                  | 0     | 1      | 0      | 1      |
| 26          | Казахстан                 | 0     | 0      | 1      | 1      |
| Укупно (26) | Укупно (26)               | 98    | 97     | 99     | 294    |